# Ken Scholes
Œuvres principales
- Série Psaumes d'Isaak

Ken Scholes, né le 13 janvier 1968 dans l'État de Washington, est un auteur américain de science-fiction et fantasy vivant à Saint-Helens dans l'Oregon.
Son premier roman, Lamentation, a été nommé au prix Locus du meilleur premier roman en 2010. Son second, Cantique, a été nommé au prix Locus du meilleur roman de fantasy en 2010.

## Œuvres

### SériePsaumes d'Isaak
1. Lamentation, Bragelonne, 2010 ((en) Lamentation, 2009)Prix Imaginales 2011
2. Cantique, Bragelonne, 2010 ((en) Canticle, 2009)
3. Antiphon, Bragelonne, 2011 ((en) Antiphon, 2010)
4. (en) Requiem, 2013
5. (en) Hymn, 2017

### Romans indépendants
- (en) Last Flight of the Goddess, 2006

### Recueils de nouvelles
- (en) Long Walks, Last Flights, and Other Strange Journeys, 2008
- (en) Diving Mimes, Weeping Czars and Other Unusual Suspects, 2010
- (en) Two Stories, 2011Écrit avec Jay Lake.
- (en) Blue Yonders, Grateful Pies and Other Fanciful Feasts, 2015
- (en) Better Dreams, Fallen Seeds and Other Handfuls of Hope, 2025